# Deuxième circonscription de la préfecture de Saga
La deuxième circonscription de la préfecture de Saga (佐賀県第2区, Saga-ken dai-ni-ku) est l'une des deux circonscriptions législatives que compte la préfecture de Saga au Japon. Cette circonscription comptait 342 017 électeurs en date du 1er septembre 2021.

## Description géographique
La deuxième circonscription de la préfecture de Saga regroupe les villes de Karatsu, Taku, Imari, Takeo, Kashima, Ogi et Ureshino ainsi que les districts de Higashimatsuura, Nishimatsuura, Kishima et Fujitsu.

## Députés
| Législature | Début de mandat | Fin de mandat | Député élu            |  | Parti politique |
| ----------- | --------------- | ------------- | --------------------- |  | --------------- |
| 41e         | 1996            | 2000          | Masahiro Imamura (ja) |  | PLD             |
| 42e         | 2000            | 2003          | Masahiro Imamura (ja) |  | PLD             |
| 43e         | 2003            | 2005          | Masahiro Imamura (ja) |  | PLD             |
| 44e         | 2005            | 2009          | Masahiro Imamura (ja) |  | SE              |
| 45e         | 2009            | 2012          | Hiroshi Ōgushi (ja)   |  | PDJ             |
| 46e         | 2012            | 2014          | Masahiro Imamura      |  | PLD             |
| 47e         | 2014            | 2017          | Yasushi Furukawa      |  | PLD             |
| 48e         | 2017            | 2021          | Hiroshi Ōgushi        |  | PE              |
| 49e         | 2021            | -             | Hiroshi Ōgushi        |  | PDC             |